# الدوري الفنزويلي الممتاز 2009–10
الدوري الفنزويلي الممتاز 2009–10 (بالإسبانية: Primera División Venezolana 2009-10) هو الموسم 90 من الدوري الفنزويلي الممتاز. كان عدد الأندية المشاركة فيه 18، وفاز فيه نادي كاراكاس.